# Квинслендская макрель
Квинслендская макрель (лат. Scomberomorus queenslandicus) — вид рыб семейства скумбриевых. Обитают в тропических водах восточной части Индийского океана и центрально-западной и юго-западной частях Тихого океана между 7° ю. ш. и 35° ю. ш. и между 110° в. д. и 157° в. д. Океанодромные рыбы, встречаются на глубине до 100 м. Максимальная длина тела 100 см. Представляют интерес для коммерческого промысла и рыбаков-любителей.

## Ареал
Квинслендская макрель обитает у северного побережья Австралии и у южных берегов Папуа Новая Гвинея. Подходят близко к берегу в районе Квинсленда в середине зимы и в начале весны. Эти эпипелагические неретические рыбы держатся в открытом море на глубине до 100 м. Совершают сезонные миграции в заливе Карпентария. Часто заходят в очень мутные воды глубиной не более 30 м.

## Описание
У квинслендских макрелей удлинённое веретеновидное тело, тонкий хвостовой стебель с простым килем. Зубы ножевидной формы. Голова короткая. Длина рыла короче оставшейся длины головы. Имеются сошниковые и нёбные зубы. Верхнечелюстная кость не спрятана под предглазничную. 2 спинных плавника разделены небольшим промежутком. Боковая линия слегка изгибается по направлению к хвостовому стеблю. Брюшной межплавниковый отросток маленький и раздвоенный. Зубы на языке отсутствуют. Тело покрыто мелкой чешуёй. Количество жаберных тычинок на первой жаберной дуге 3—9, как правило, менее 7. Позвонков 48—49. В первом спинном плавнике 16—18 колючих лучей, во втором спинном 17—19 и в анальном плавнике 16—20 мягких луча. Позади второго спинного и анального плавников пролегает ряд из 9—111 более мелких плавничков, помогающих избегать образования водоворотов при быстром движении. Грудные плавники образованы 21—23 лучами. Плавательный пузырь отсутствует. Бока покрыты серо-бронзовыми нечёткими пятнами, размер которых превышает диаметр глаза. Мембрана первого спинного плавника окрашена в чёрный цвет, а область между 6 и последним колючим лучом контрастного белого цвета. Второй спинной, хвостовой плавник и дорсальные мелкие плавнички жемчужно-серые с тёмными краями. Грудные, анальный плавники и вентральные мелкие плавнички белые. У молодняка длиной менее 9,5 см характерные пятна на боках отсутствуют. Максимальная зарегистрированная длина 100 см, масса — 12,2 кг. Средняя длина не превышает 50—80 см.

## Биология
Пелагическая нертическая стайная рыба. Образует стаи в том числе с узкополосой макрелью. Самцы и самки достигают половой зрелости при длине тела 35—40 см и 40—45 см в возрасте около 1,5 лет. Максимальная продолжительность жизни оценивается в 10 лет.

## Взаимодействие с человеком
Ценная промысловая и трофейная рыба. Квинслендскую макрель промышляют крючковыми орудиями лова и тралами. На рынок поступает в основном в свежем виде. Международный союз охраны природы присвоил виду охранный статус «Близкий к уязвимому положению».